# Hofthiergarten
Hofthiergarten ist ein Gemeindeteil der Stadt Stadtprozelten im unterfränkischen Landkreis Miltenberg in Bayern.

## Geographie
Der Weiler Hofthiergarten liegt auf der Gemarkung von Neuenbuch auf 260 m ü. NHN. Der Weiler befindet sich auf einem Plateau, etwa 130 m höher als Stadtprozelten. Durch den Ort führen eine Straße nach Neuenbuch und der Fränkische Marienweg. Vom Weiler gibt es eine gute Sichtverbindung zur der „Steige“ gegenüberliegenden Ruine Henneburg. Östlich von Hofthiergarten liegt ein Trauerwald.

## Geschichte
Im Mittelalter wurden in der näheren Umgebung des Schlosses Prozelten Waldflächen gerodet, um Bauernhöfe zu errichten. Unter dem Deutschen Orden wurde 1379 der „Dirgarten“ in einem Zinsregister erstmals erwähnt. Der Name Thiergarten könnte auf die Haltung von Jagdwild für die Burgherren zurückgehen, was aber nicht belegt ist. Im Thiergartenhof wurden einst 300 Schafe gehalten. Der Hof ging 1484 im Tausch an das Kurfürstentum Mainz. In den Landflächen um den Hof wurden Grenzsteine mit dem Mainzer Rad aufgestellt.